# Dreifaltigkeitskirche (Karlskrona)

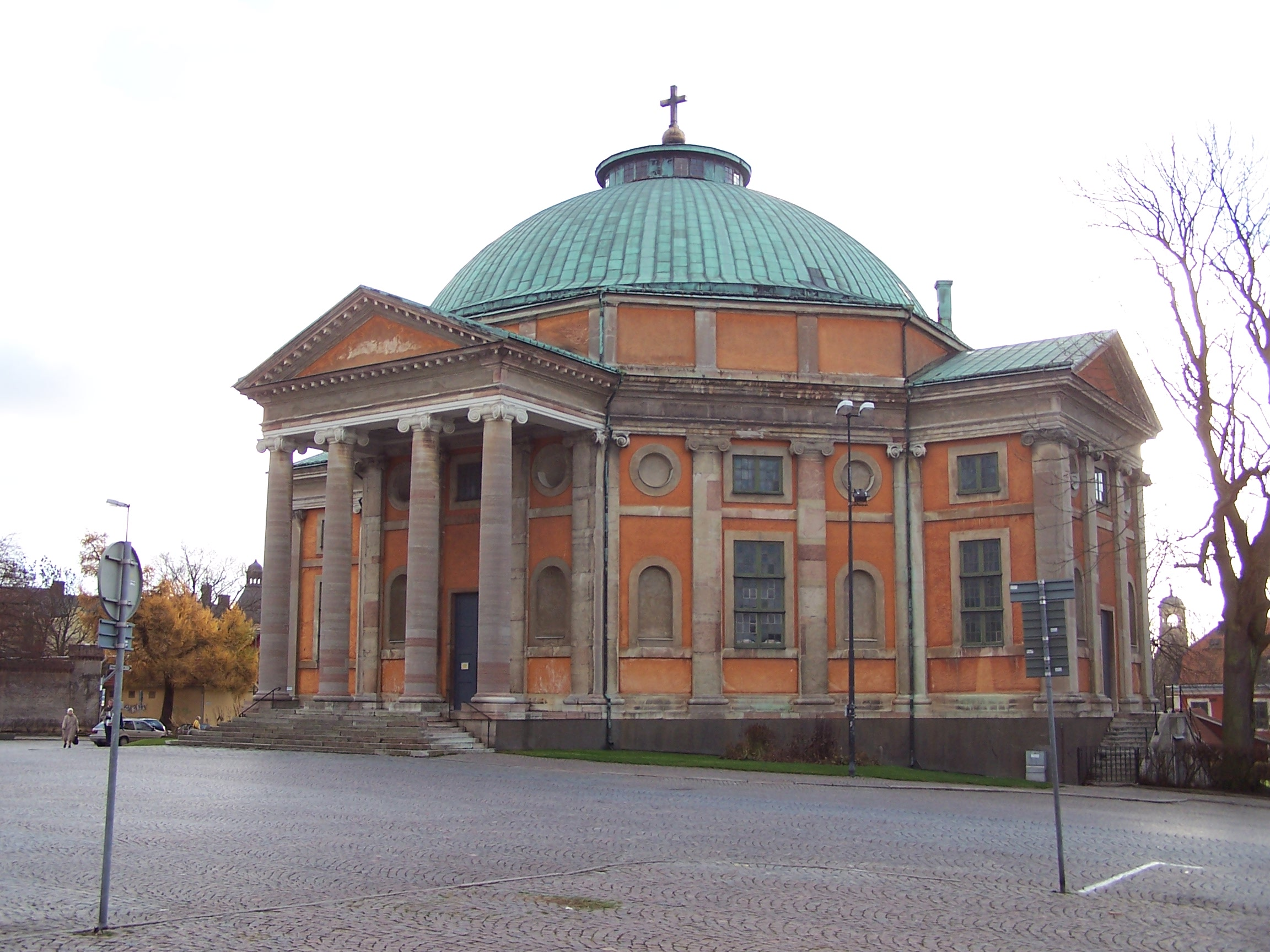
Dreifaltigkeitskirche in Karlskrona

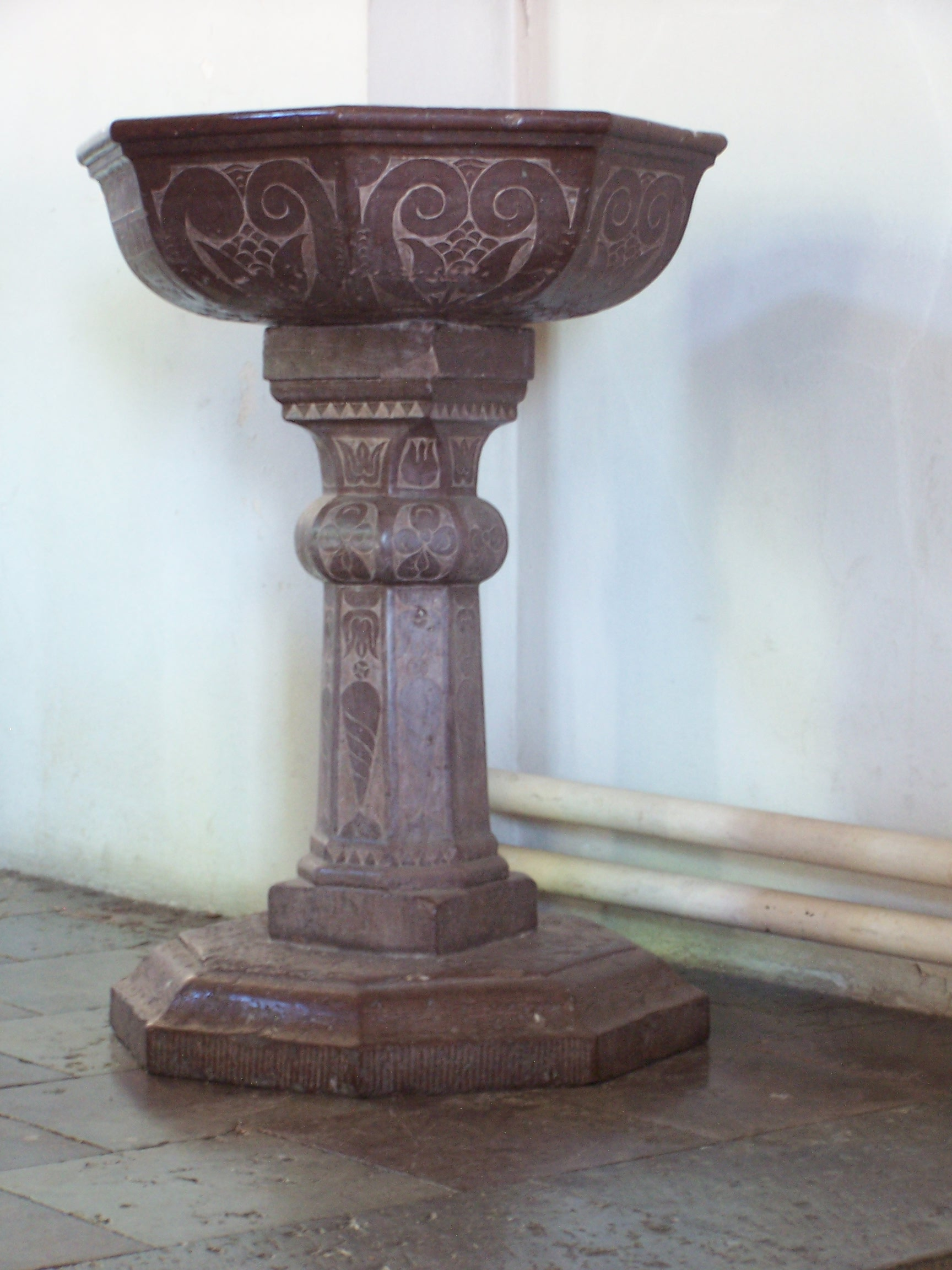
Taufbecken der Dreifaltigkeitskirche

Die Dreifaltigkeitskirche (Trefaldighetskyrkan) ist eine nach Plänen des Architekten Nicodemus Tessin d. J. zwischen 1697 und 1709 erbaute Kirche  in Karlskrona in  Schweden. Sie ist eine der bedeutendsten Barockkirchen Schwedens und zählt zu den Welterbestätten der Stadt.

## Geschichte
Die Kirche ist ein achteckiger Bau mit einer Kuppel. Das Vorbild war das Pantheon in Rom. Zum Marktplatz hin weist die Kirche einen Portikus mit vier Säulen auf.
Im großen Stadtbrand von 1790 wurde auch die Kirche stark beschädigt. Sie wurde zwar wieder nach den ursprünglichen Plänen aufgebaut, aber mit Ausnahme der Kuppel, die niedriger ist. Die Ausgestaltung im Inneren (Wandmalereien und Holzskulpturen) wurden von Johan Törnström ausgeführt.
Die Dreifaltigkeitskirche wird auch Deutsche Kirche (Tyska kyrkan) genannt, da sie ursprünglich die Kirche der deutschen Gemeinde in Karlskrona war. Der Name ist der Dreifaltigkeit gewidmet. 

## Orgel

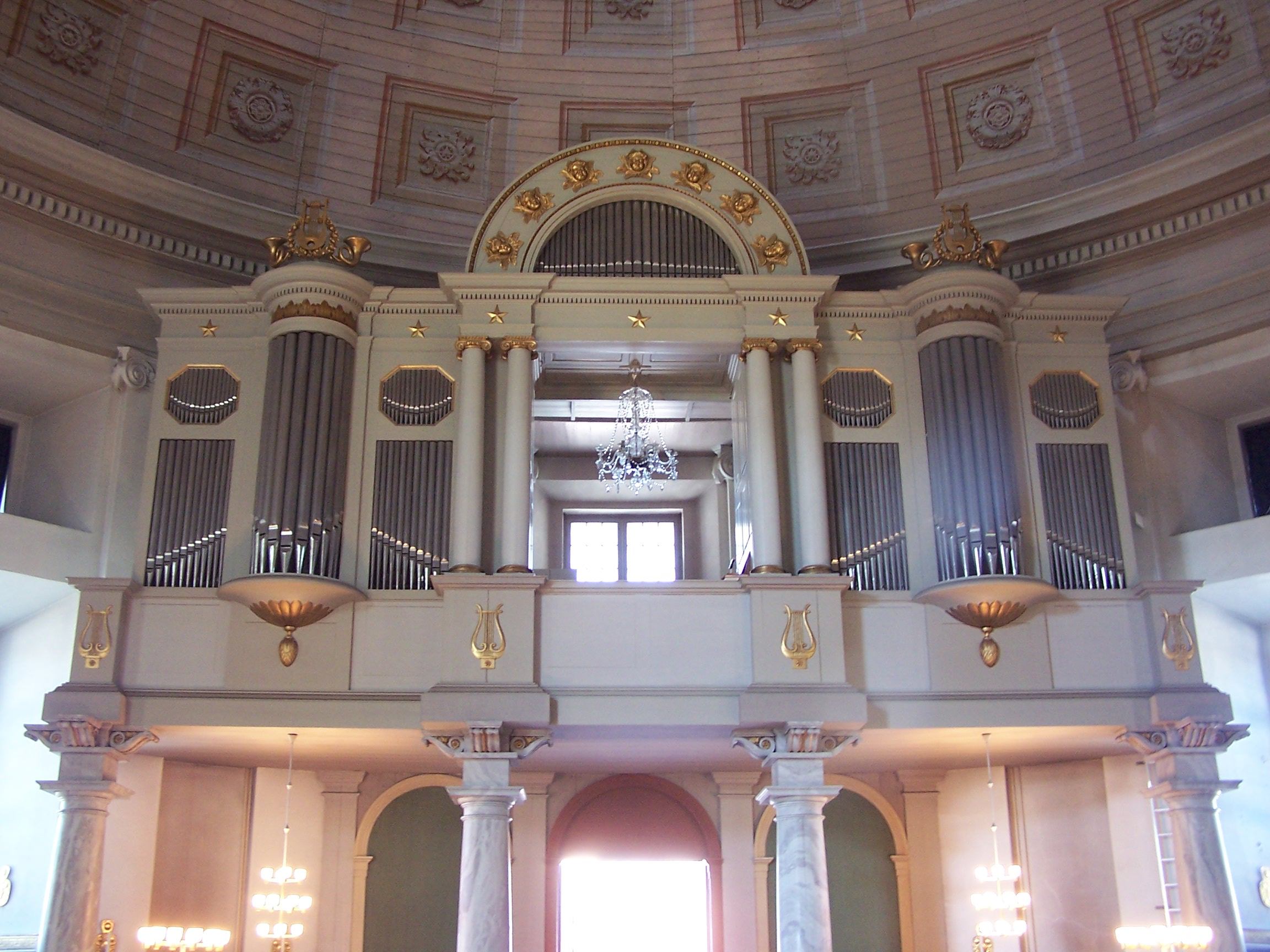
Blick auf die Orgel

Die Orgel wurde 1827 von Pehr Zacharias Strand (Stockholm) erbaut. Das Orgelgehäuse wurde von dem Architekten Carl-Gustaf Blom-Carlsson entworfen. Das Instrument hat 22 Register auf zwei Manualwerken und Pedal. Die Trakturen sind mechanisch.
| I Hauptwerk C–f3   |     |
| Bordun             | 16′ |
| Fugara             | 16′ |
| Principal          | 8′  |
| Flauto (B)         | 8′  |
| Flauto cuspido (D) | 8′  |
| Salcional          | 8′  |
| Octava             | 4′  |
| Hohlfleuten        | 4′  |
| Octava             | 2′  |
| Trumpette          | 8′  |

| II Oberwerk C–f3 |    |
| Principal        | 8′ |
| Corni di Basetti | 8′ |
| Rörfleut         | 8′ |
| Octava           | 4′ |
| Flauto           | 4′ |
| Fagott (B)       | 8′ |
| Oboe (D)         | 8′ |

| Pedalwerk C–c1 |     |
| Subbass        | 16′ |
| Principal      | 8′  |
| Violon         | 8′  |
| Octava         | 4′  |
| Trumbono       | 16′ |

- Koppeln: II/I, I/P